# باشگاه فوتبال نورث شور یونایتد
باشگاه فوتبال نورث شور یونایتد یک باشگاه فوتبال آماتور است که در نورث شور، اوکلند واقع شده است. آنها پس از سقوط در سال ۲۰۲۲ در مسابقات قهرمانی ان‌آراف‌ال شرکت می‌کنند.
زمین اصلی آنها ورزشگاه آلن هیل است که در حومه دوونپورت واقع شده است.

## تاریخچه
این باشگاه در سال ۱۸۸۶ تاسیس شد و خود را به قدیمی‌ترین باشگاه فوتبال در نیوزیلند و اقیانوسیه تبدیل کرد. نورث شور یونایتد در ابتدا به عنوان نورث شور در سال ۱۸۸۶ تشکیل شد و در سال ۱۹۳۳ با بلمونت ادغام شد و نام فعلی را به خود گرفت.
در نتیجه یک قرارداد حمایت مالی با توزیع کننده دوربین هانیمکس، این تیم از سال ۱۹۷۹ تا ۱۹۸۵ با نام هانیمکس یونایتد یا به طور غیر رسمی، هانیمکس نورث شور یونایتد شناخته می‌شد.

## بازیکنان برجسته
- جیسون بتی
- دانکن کول
- ادرین الریک
- مارک الریک
- روبرت آیرونساید
- درن مک‌کلنان
- ایان اورموند
- هری نگاتا
- واینتون روفر
- کیث هوبز

## افتخارات
- لیگ ملی فوتبال نیوزیلند
  - ۲ قهرمانی
  - ۳ نایب قهرمانی
- لیگ شمالی
  - ۳ قهرمانی
  - ۱ نایب قهرمانی
- مسابقات قهرمانی استان اوکلند
  - ۱۴ قهرمانی
- جام چاتام
  - ۶ قهرمانی
  - ۶ نایب قهرمانی
- عضو باشگاه‌های پیشگام از سال ۲۰۱۷